# Ravne, Litija
Ravne este o localitate din comuna Litija, Slovenia, cu o populație de 36 de locuitori.